# Pasolini, un delito italiano
Pasolini, un delito italiano (en italiano Pasolini, un delitto italiano) es una coproducción italo-francesa dirigida en 1995 por Marco Tullio Giordana.
La película cuenta los hechos acaecidos después de la muerte del poeta, escritor y director de cine Pier Paolo Pasolini, probablemente el intelectual más querido y más odiado de Italia durante ese periodo.

## Sinopsis
En la mañana del 2 de noviembre de 1975, en Ostia, cerca del mar, es encontrado asesinado el polifacético intelectual Pier Paolo Pasolini. Poco antes de su muerte había invitado a subir en su coche a un joven llamado Pino Pelosi. Después de las primeras investigaciones respecto a las declaraciones de Pelosi, parecía claro que él era el asesino. Pasolini falleció a causa de los muchos golpes que le propinaron, al parecer el arma homicida fue un palo mojado. Apropiándose del coche del muerto, Pelosi huyó a Roma. Enseguida empezaron a surgir dudas sobre la versión de los hechos. Por otra parte la cantidad de contradicciones de Pelosi, exigía una investigación más a fondo, pero este se negó a colaborar en un principio. 
Los investigadores llegaron a la conclusión de que los asesinos eran más de uno. Se interrogó a sus amigos, a las familias interesadas, la prima del escritor, y a los padres de Pino Pelosi. También se piensa en la participación criminal de neofascistas y la posibilidad de mandatarios políticos. Pasolini tenía muchos enemigos debido a su ideología, aunque también podría haber sido un individuo que le guardara rencor. Por otra parte, en sus escritos más recientes decía que, si bien no tenía pruebas, "sabía muchas cosas" en el ámbito de la política y el poder. En el proceso, los abogados de Pelosi se basaron en la provocación llevada a cabo por el poeta, en su condición de homosexual. El tribunal sentenció a Pelosi confirmando que una complicidad de terceros en el delito era poco probable, a pesar de la escrupulosa y fiable pericia de los investigadores.

## Premios
- 1995 - Una nominación al Premio "Golden Lion"; Premio "The President of the Italian Senate's Gold Medal" (Festival de Venecia)
- 1996 - Premio "David" al Mejor Montador: Cecilia Zanuso (Premios David de Donatello)